# 桜町 (熊本市)
桜町（さくらまち）は、熊本県熊本市中央区の地名。人口は491人、世帯数は323世帯（2025年6月1日）。郵便番号は860-0805。

## 地理
熊本城の南側、熊本市の中心市街地に位置し、北で二の丸、東で花畑町、南で辛島町、南西で船場町下、西で新町、北西で古城町と接する。区域のほとんどを商業施設「SAKURA MACHI Kumamoto」が占めており、オフィスビルやマンションなどは南側の熊本市電沿線および西側の坪井川沿いに見られる。

## 歴史

### 新市街としての発展
1871年（明治4年）に廃藩置県が行われ、鎮西鎮台が設置されると、当地を含む熊本城の南側の一体は軍の練兵場となった。1899年（明治32年）には当地と二の丸との間に桜橋が架橋された。
当時の熊本市長である辛島格は市街の中心にある軍用地は市の発展を阻害するとして陸軍に練兵場移設を交渉し、1900年（明治33年）に練兵場を渡鹿へ移転させる事に成功した。その跡地を区画整理して新市街を建設し、1908年（明治41年）に新町名を付して桜町、花畑町、辛島町、練兵町、天神町、行幸町（みゆきまち）の六町が生まれた。
日露戦争の勝利により日本に訪れた好景気は熊本にも届き、大小の家屋や新市街が建設された。市区改正が行われた際には当地付近は一等地に選定された。これは1899年（明治32年）に坪井川に桜橋が架橋され、新町方面への道路も開通したためである。1915年（大正4年）、菅原神社横に御大典記念市公会堂が設置された、その後1930年（昭和5年）に改築された。

### 戦後

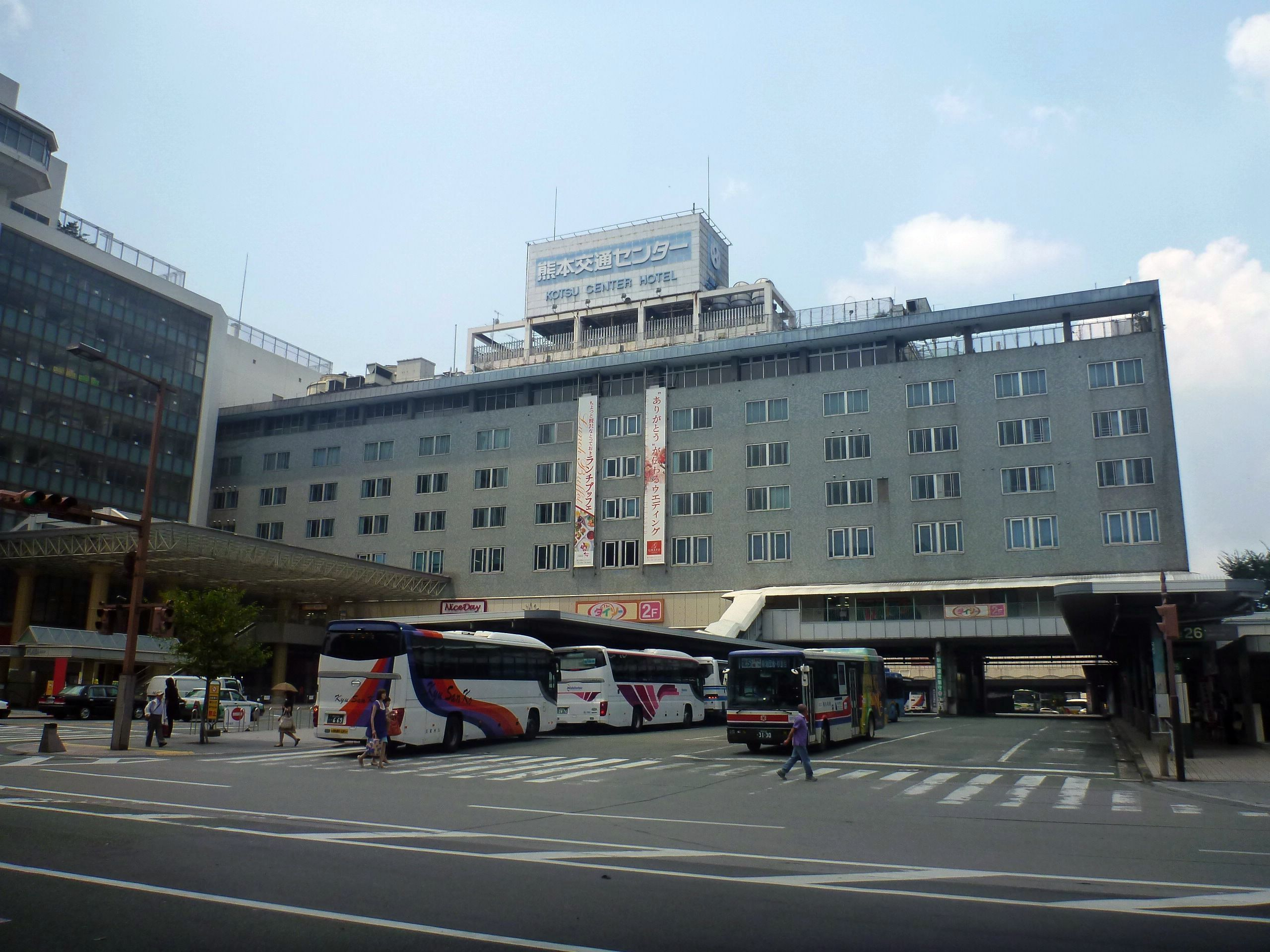
熊本交通センター（2013年8月12日撮影。）

1945年（昭和20年）7月1日と8月10日の大空襲により熊本市街中心部は焦土と化した。その際南千反畑町にあった熊本県庁舍も消失し、行幸橋付近に焼け残った公会堂を仮庁舎とするうちに1949年（昭和24年）9月に6代目の県庁舎の建設が始まった。敷地は戦災により消失した専売局の跡地が選ばれた。これは土地計画法から工場の設置が難しくなり、県が官庁街としての利用を検討したことによる。御大典記念市公会堂は1967年（昭和42年）に熊本市民会館として新築された。
1967年（昭和42年）に現在の水前寺6丁目に市役所が移転し、熊本交通センターが設置された。県内初の地下街をもつ商店街として発展し、また開業当時は東洋一のバスターミナルと言われた。

### 熊本交通センターの再開発
熊本交通センターバスターミナルの老朽化やバリアフリー未対応などの課題に対処することを目的として、「熊本交通センターバスターミナル」から「熊本桜町バスターミナル」に名称を変更し、桜町周辺の再開発が計画された。
2012年（平成24年）4月1日に熊本市が政令指定都市に移行した事を契機として国内外から注目されるまちづくりを計画しており、熊本城周辺の歩行者数が減少傾向にあることから花畑町とともに桜町・花畑町周辺地域として設定され中心市街地の再開発に取り組んだ熊本交通センター跡地の再開発により、SAKURA MACHI Kumamotoの計画が発案された。しかし、2016年に発生した熊本地震により桜町や花畑町周辺では花畑公園や辛島公園に大勢の人々が避難し、イベント企画者の善意で撤去を延期していたテントの中で三日間程度過ごす人も多数出る結果となった。再開発のさなかであったため、防災に対しての姿勢を見直さざるを得ない事となり、防災・減災に向け副市長や関係局長、九州旅客鉄道などを招き計16名で4回にわたり会議を行った。
その後は建設を急速に進め完成間近の6月26日と7月8日に2度の火災が発生するなどトラブルもあったが、2019年（令和元年）9月14日にSAKURA MACHI Kumamotoは開業し、翌月の10月には熊本城ホールがオープンした。

### 沿革
- 1908年（明治41年） - 花畑町、辛島町、練兵町、天神町、行幸町とともに新設。
- 1965年（昭和40年）4月1日 - 天神町、行幸町の全域、船場町上一丁目、花畑町の各一部を編入[16]。
- 2012年（平成24年）4月1日 - 熊本市の政令指定都市移行により中央区となる。

### 地名の由来
北にて隣接する熊本城二の丸内にかつてあった桜の馬場に由来する。

## 人口と世帯数
2025年（令和7年）1月1日現在の世帯数と人口は以下の通りである。
| 町丁 | 世帯数  | 人口  |
| ---- | ------- | ----- |
| 桜町 | 331世帯 | 504人 |

### 人口の変遷
| 統計年             | 統計年 | 人口 | 人口 |
| ------------------ | ------ | ---- | ---- |
| 1995年（平成7年）  | [ 17 ] | 298  |      |
| 2000年（平成12年） | [ 18 ] | 291  |      |
| 2005年（平成17年） | [ 19 ] | 322  |      |
| 2010年（平成22年） | [ 20 ] | 337  |      |
| 2015年（平成27年） | [ 21 ] | 350  |      |
| 2020年（令和2年）  | [ 22 ] | 606  |      |

## 小・中学校の学区
市立小・中学校に通う場合、学区は以下の通りとなる。
| 町丁 | 小学校             | 中学校             |
| ---- | ------------------ | ------------------ |
| 全域 | 熊本市立慶徳小学校 | 熊本市立藤園中学校 |

## 施設
- SAKURA MACHI Kumamoto
  - 熊本桜町バスターミナル
  - 熊本城ホール
- 熊本市民会館
- 熊本県物産館
- 菅原神社

## 交通

### バス
日本最大のバスターミナルである熊本桜町バスターミナルが立地し、熊本都市圏を走るほとんどの路線バスや、多くの高速バス、都市間バスが発着する。かつてこの地には熊本交通センターがあり、以前から交通の要所となっていた。

### 鉄道
区域内に鉄道は通っていないが、隣接地区の境界線付近を熊本市電が通っている。
- 西辛島町停留場 - 辛島町停留場 - 花畑町停留場

### 道路
- 熊本県道28号熊本高森線